# Просто сказки
«Просто сказки» (англ. Just So Stories) — сборник сказок Редьярда Киплинга, опубликованный в 1902 году.

## Описание
Сказки были впервые опубликованы в 1902 году и представляли собой так называемые porquoi stories (почему-рассказы). Иными словами, в них рассказывалось о появлении тех или иных явлений окружающего мира. Этим сказкам предшествовал рассказ Киплинга «Как появился страх» из Второй книги джунглей (1895 г.). В нём Маугли узнает историю о том, откуда у тигра появились его полоски.
«Просто сказки», как правило, посвящены тому, как некоторое конкретное животное поменяло свой первоначальный облик в результате действий человека или сказочного существа. Например, Кит не может проглотить человека, потому что однажды проглотил Моряка, который закрепил внутри деревянную решетку, которая не даёт ему проглатывать других людей. Верблюд приобрёл горб в наказание от Джина, Владыки Всех Пустынь, за отказ работать (и горб позволяет ему дольше работать без еды). Пятна у Леопарда нарисовал Эфиоп (после того, как сам выкрасился в чёрный цвет). Мощные задние лапы, длинный хвост и прыгающая манера передвижения появились у Кенгуру после того, как он весь день бежал от Динго, жёлтого пса Динго (англ. Yellow-Dog Dingo). Героями сказок выступают как люди, так и животные: «при этом животные, как часто бывает в сказках, очень похожи на людей, и у каждого из них свой характер: кит — обжора, слонёнок — любопытен, носорог — груб, кенгуру — тщеславен, лошадь, корова и собака — прилежны и домовиты, а кот —
заботится только о себе. Качества, которыми Киплинг награждает своих четвероногих героев, превосходно соответствуют внешнему облику и повадкам настоящих животных, и это придаёт образам его сказок большую живость и правдоподобие».

## Список сказок
| Оригинальное название                                   | Русское название                                        |
| ------------------------------------------------------- | ------------------------------------------------------- |
| «How the Whale Got His Throat»                          | Откуда у Кита такая глотка (перевод К. Чуковского)      |
| «How the Camel Got His Hump»                            | Отчего у Верблюда горб (перевод К. Чуковского)          |
| «How the Rhinoceros Got His Skin»                       | Откуда у Носорога такая шкура (перевод К. Чуковского)   |
| «How the Leopard Got His Spots»                         | Как Леопард стал пятнистым (перевод Р. Померанцевой)    |
| «The Elephant’s Child»/«How the Elephant got his Trunk» | Слонёнок (перевод К. Чуковского)                        |
| «The Sing-Song of Old Man Kangaroo»                     | Сказание о Старом Кенгуру (перевод Р. Померанцевой)     |
| «The Beginning of the Armadillos»                       | Откуда взялись Броненосцы (перевод К. Чуковского)       |
| «How the First Letter Was Written»                      | Как было написано первое письмо (перевод К. Чуковского) |
| «How the Alphabet Was Made»                             | Как был придуман алфавит (перевод Р. Померанцевой)      |
| «The Crab That Played with the Sea»                     | Краб, который играл с морем (перевод Р. Померанцевой)   |
| «The Cat That Walked by Himself»                        | Кошка, гулявшая сама по себе (перевод К. Чуковского)    |
| «The Butterfly That Stamped»                            | Мотылёк, который топнул ногой (перевод К. Чуковского)   |
| «The Tabu Tale»                                         | История про тегумайские табу                            |

## Экранизации
- 1936. Слонёнок (мультфильм, 1936)
- 1936. Отважный моряк
- 1938. Почему у носорога шкура в складках?
- 1967. Слонёнок (мультфильм)
- 1968. Кот, который гулял сам по себе
- 1981. Ёжик плюс черепаха
- 1984. Как было написано первое письмо
- 1988. Кошка, которая гуляла сама по себе (мультфильм)

## Интересные факты
Название этой книги на языке оригинала превратилось в ироничную характеристику just-so story, обозначающую в англоязычной академической публицистике ненаучное теоретическое обоснование.
К столетию выхода книги в 2002 г. королевская почта Великобритании выпустила серию почтовых марок.